# آدولفو زوملزو
آدولفو برنابی زوملزو (اسپانیایی: Adolfo Bernabé Zumelzú‎؛ ۵ ژانویهٔ ۱۹۰۲ – ۲۹ مارس ۱۹۷۳) یک بازیکن فوتبال اهل آرژانتین بود.

## تیم ملی
وی همچنین در تیم ملی فوتبال آرژانتین بازی کرده‌است.